# Campeonato Sul-Americano de Rugby de 2002
O Campeonato Sul-Americano de Rugby de 2002 foi a XXIV edição deste torneio.
A divisão maior (Sul-Americano "A") foi realizada em Mendoza (Argentina) e em Santiago (Chile), participaram as seleçãos de Argentina, Uruguai, Chile e Paraguai.
A vencedora foi a Seleção Argentina.
A divisão mais baixa (Sul-Americano "B") foi realizada em Lima (Peru), com a participação das seleçãos de Brasil, Colômbia, Peru e Venezuela. A vencedora foi a Seleção Brasileira

## Divisão A
| 28 de abril de 2002 |         |         |                     |
| Argentina           | 35 - 21 | Uruguai | Mendoza (Argentina) |
|                     |         |         | Mendoza (Argentina) |

| 28 de abril de 2002 |        |          |          |
| Chile               | 57 - 5 | Paraguai | Santiago |
|                     |        |          | Santiago |

| 1 de Maio de 2002 |         |          |                     |
| Argentina         | 152 - 0 | Paraguai | Mendoza (Argentina) |
|                   |         |          | Mendoza (Argentina) |

| 1 de Maio de 2002 |         |       |                     |
| Uruguai           | 33 - 10 | Chile | Mendoza (Argentina) |
|                   |         |       | Mendoza (Argentina) |

| 4 de Maio de 2002 |         |       |                     |
| Argentina         | 57 - 13 | Chile | Mendoza (Argentina) |
|                   |         |       | Mendoza (Argentina) |

| 5 de Maio de 2002 |        |          |                     |
| Uruguai           | 81 - 8 | Paraguai | Mendoza (Argentina) |
|                   |        |          | Mendoza (Argentina) |

### Classificação
| Seleção   | Vitórias | Empates | Derrotas | Pontos a favor | Pontos contra | Pontos +/- | Pontos |
| --------- | -------- | ------- | -------- | -------------- | ------------- | ---------- | ------ |
| Argentina | 3        | 0       | 0        | 244            | 34            | +210       | 6      |
| Uruguai   | 2        | 0       | 1        | 135            | 53            | +82        | 4      |
| Chile     | 1        | 0       | 2        | 80             | 95            | -15        | 2      |
| Paraguai  | 0        | 0       | 3        | 13             | 290           | -277       | 0      |

Pontuação: Vitória = 2, Empate = 1, Derrota = 0 

## Campeão
| Campeonato Sul-Americano de Rugby 2002 |
| -------------------------------------- |
| ARGENTINA Campeã (23º título)          |

## Divisão B
| 5 de Outubro de 2004 |        |          |      |
| Peru                 | 28 - 0 | Colômbia | Lima |
|                      |        |          | Lima |

| 5 de Outubro de 2004 |         |           |      |
| Brasil               | 32 - 14 | Venezuela | Lima |
|                      |         |           | Lima |

| 8 de Outubro de 2004 |        |          |      |
| Brasil               | 64 - 0 | Colômbia | Lima |
|                      |        |          | Lima |

| 8 de Outubro de 2004 |         |           |      |
| Peru                 | 20 - 12 | Venezuela | Lima |
|                      |         |           | Lima |

| 12 de Outubro de 2004 |         |        |      |
| Peru                  | 10 - 28 | Brasil | Lima |
|                       |         |        | Lima |

| 12 de Outubro de 2004 |        |          |      |
| Venezuela             | 17 - 3 | Colômbia | Lima |
|                       |        |          | Lima |

### Classificação
| Seleção   | Vitórias | Empates | Derrotas | Pontos a favor | Pontos contra | Pontos +/- | Pontos |
| --------- | -------- | ------- | -------- | -------------- | ------------- | ---------- | ------ |
| Brasil    | 3        | 0       | 0        | 124            | 24            | +100       | 6      |
| Peru      | 2        | 0       | 1        | 58             | 40            | +18        | 4      |
| Venezuela | 1        | 0       | 2        | 43             | 55            | -12        | 2      |
| Colômbia  | 0        | 0       | 3        | 3              | 109           | -106       | 0      |

Pontuação: Vitória = 2, Empate = 1, Derrota = 0 

## Campeão Divisão B
| Campeonato Sul-Americano de Rugby 2002 Divisão B |
| ------------------------------------------------ |
| BRASIL Campeão (3º título)                       |